# Louise Fletcher
Estelle Louise Fletcher (Birmingham, Alabama, 1934. július 22. – Montdurausse, Franciaország, 2022. szeptember 23.) Oscar- és Golden Globe-díjas amerikai színésznő.
Színészi pályafutását 1958-ban, a Yancy Derringer című televíziós sorozatban kezdte. 1959-ben vendégszerepelt a Wagon Train című sorozatban is, majd 1963-ban megkapta első filmes szerepét a Sasok gyülekezete című történelmi drámában. Karrierjét gyermeknevelés miatt megszakította az 1960-as évek során és csak 1974-ben tért vissza a filmvászonra, Robert Altman Tolvajok, mint mi című rendezésében. A következő évben a színésznő nemzetközi hírnévre tett szert Ratched nővér megformálásával a Száll a kakukk fészkére (1975) című filmben. Alakításával elnyerte a legjobb női főszereplőnek járó Oscart, továbbá a legjobb női főszereplőként BAFTA-díjjal és ugyanebben a kategóriában Golden Globe-díjjal is megjutalmazták. Audrey Hepburn és Liza Minnelli után volt a harmadik olyan színésznő, aki egyazon szereppel mindhárom filmes díjat megszerezte. További fontosabb filmjei közé tartozik az Az ördögűző 2. – Az eretnek (1977), az Agyhalál (1983), a Tűzgyújtó (1984), a Virágok a padláson (1987), a Két nap a völgyben (1996) és a Kegyetlen játékok (1999).
Későbbi pályafutása során Fletcher visszatért a televíziós szerepekhez, az 1993 és 1999 között futó Star Trek: Deep Space Nine című sci-fi-sorozatban Winn Adamit játszotta. Női vendégszereplőként Primetime Emmy-díjra jelölték a Kisvárosi rejtélyek (1996) és az Isteni sugallat (2004) című televíziós sorozatokban nyújtott alakításaiért. 2011 és 2012 között a Shameless – Szégyentelenek című sorozatban tűnt fel, mint a főszereplő, Frank Gallagher trágár beszédű és börtönviselt anyja. 2017-ben a Netflix Girlboss című sorozatában vállalt visszatérő szerepet.

## Fiatalkora és családja
Az Alabama állambeli Birminghamben született, a négygyermekes Estelle Caldwell és Robert Capers Fletcher tiszteletes második gyermekeként. Gyermekeikkel, Robertával, Fletcherrel, Johnnal és Georgiannával ellentétben mindkét szülő siket volt, amely Fletcher gyermekkorát is nagyban megnehezítette. Édesapja az episzkopális egyház misszionáriusa volt és több mint negyven templomot alapított Alabamában a hallássérültek számára. Fletcher és testvérei texasi nagynénjüktől tanultak meg beszélni, aki a színjátszást is megismertette a későbbi színésznővel. Miután 1957-ben lediplomázott az Észak-Karolinai Egyetemen, Fletcher azt tervezte, hogy New Yorkban színpadi színésznő lesz. Egy utazás során azonban Los Angelesbe érkezve elfogyott a pénze, ezért úgy döntött, inkább a filmiparban próbál szerencsét.

## Színészi pályafutása

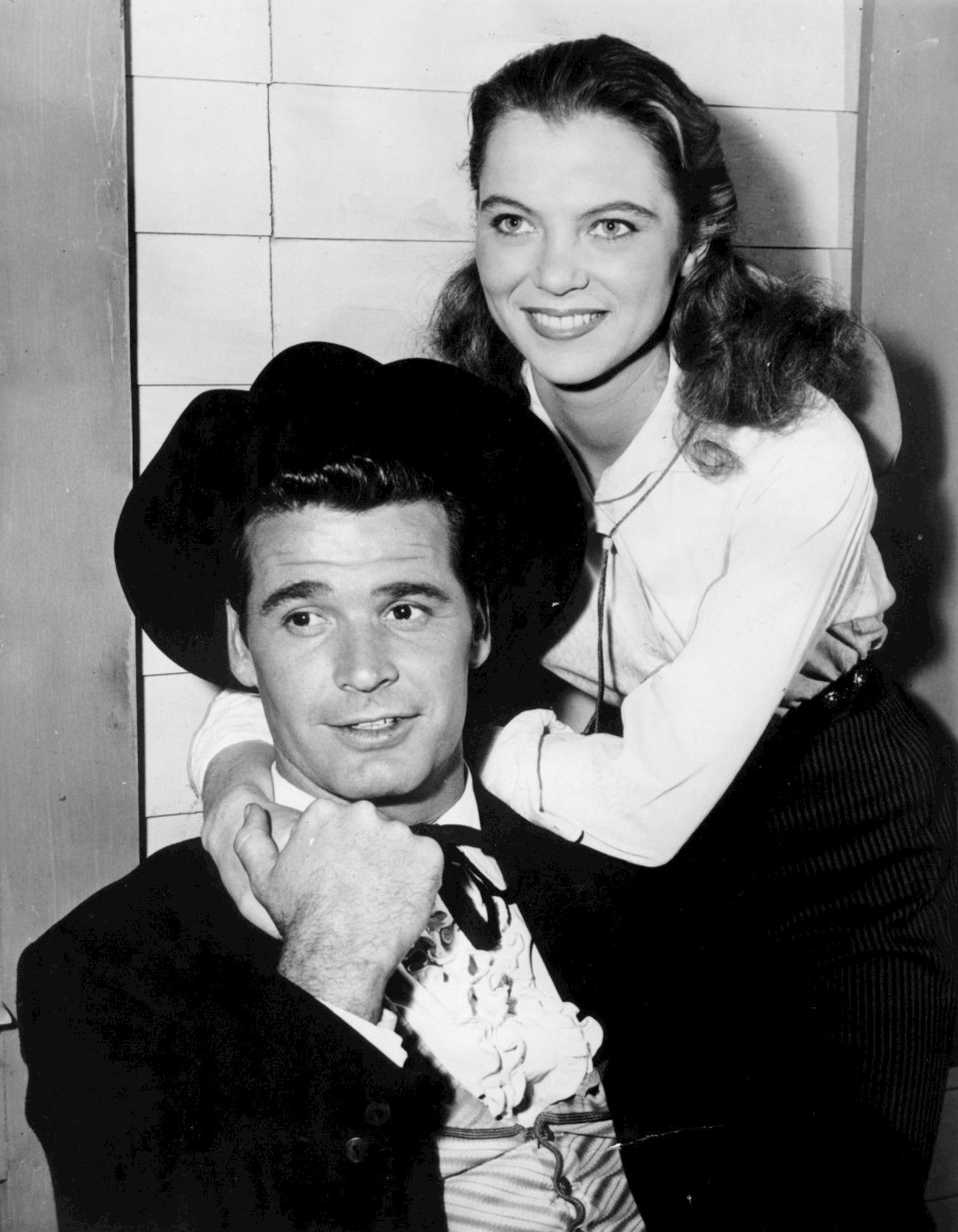
James Garner és Fletcher a Maverick című westernsorozatban (1959)

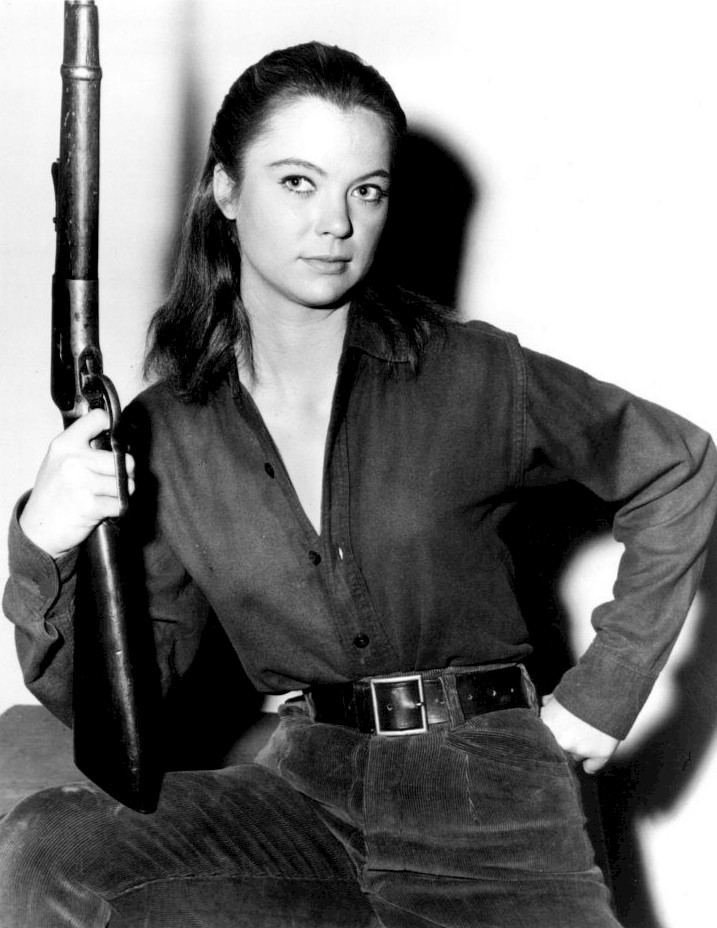
1959-ben a Lawman című sorozat vendégszereplőjeként

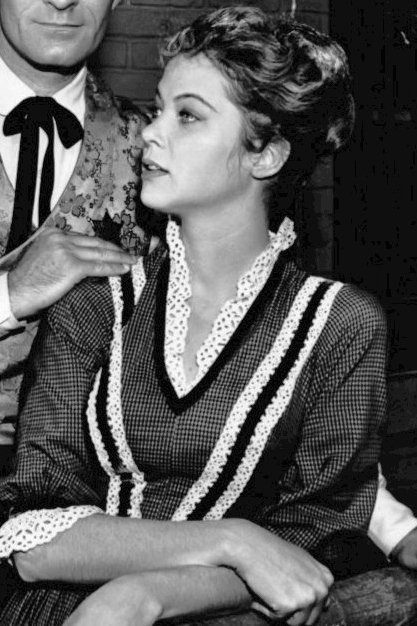
A The Life and Legend of Wyatt Earp című westernsorozat forgatásán, 1961-ben

Karrierje kezdetén Fletcher olyan, azóta klasszikussá vált televíziós sorozatokban szerepelt, mint a Maverick és a Perry Mason. 1963-ban a Sasok gyülekezete című történelmi drámában kapott egy kisebb szerepet, mely első filmes munkája volt. Az évtized többi részében azonban szüneteltette filmes tevékenységét, hogy helyette anyaszerepben állja meg a helyét.
1974-ben férje, Jerry Bick a Tolvajok, mint mi című filmben producerként dolgozott együtt Robert Altman rendezővel, aki egy kisebb szerepet ajánlott fel az eleinte vonakodó Fletchernek. A színésznő eredetileg szerepelt volna Altman következő, Nashville című zenés vígjáték-drámájában is, de egy nézeteltérés miatt végül Lily Tomlin játszhatta el a főszerepet a filmben.

### Száll a kakukk fészkére
Miloš Forman csehszlovák filmrendezőnek felkeltette az érdeklődését Fletcher, miután látta annak alakítását a Tolvajok, mint mi című filmben. Fletcher hosszas meghallgatások után szerepet kapott a Száll a kakukk fészkére című filmben, mint a szadista Ratched nővér, a Jack Nicholson által alakított főszereplő, Randle McMurphy ellenlábasa. 
Színészi játékával Fletcher nemzetközi elismerést és szakmai hírnevet szerzett és a szereppel megnyerte a legjobb női főszereplőnek járó Oscart, Golden Globe-díjat és BAFTA-díjat is (Audrey Hepburn és Liza Minnelli után ő volt a harmadik olyan színésznő, aki mindhárom díjat megkapta ugyanazért a szerepéért). Az általa megformált szereplő az Amerikai Filmintézet „minden idők legjobb filmes gonosztevői”-listáján az ötödik helyezést érte el. Az Oscar-díj átvételekor Fletcher jelnyelvvel mondott köszönetet siket szüleinek. Beszéde, amelyben elhangozott a gyakran idézett „I've loved being hated by you!” („Imádtam, hogy gyűlöltök!”) mondat is, az Oscar-gálák emlékezetes pillanata maradt.

### Filmszerepek az Oscar-díj után
Fletcher a Száll a kakukk fészkére után is folytatta a színészi munkát, de hullámzó sikerrel. A színésznő visszautasította Brian De Palma 1976-os Carrie című filmjében a címszereplő anyjának szerepét, helyette Az ördögűző 2. – Az eretnek című 1977-es filmben vállalt szerepet. A film hatalmas kritikai bukás volt és minden idők legrosszabb filmjei között tartják számon.
Az 1983-as Agyhalál című sci-fi-ben nyújtott alakításáról viszont elismerően nyilatkoztak a filmkritikusok. Fletcher a szereppel megnyerte a legjobb női főszereplőnek járó Szaturnusz-díjat. 1984-ben szerepelt a Volt egyszer egy Amerika című Sergio Leone-filmben, de jelenete – melyben egy temető igazgatóját alakítja – nem került bele a film rövidített változatába. Csak 2012-ben, Martin Scorsese közbenjárásával láthatta a nézőközönség, amikor a Cannes-i fesztiválon bemutatták a film felújított változatát. Szintén 1984-ben feltűnt a Stephen King regénye alapján készült Tűzgyújtó című horrorfilmben. A kritikusok rosszul fogadták a filmet és King szerint is az egyik legrosszabb filmadaptáció volt, amely műveiből valaha is elkészült. Az 1986-os Támadók a Marsról ismét bukásnak bizonyult és Fletchert Arany Málna díjra jelölték, mint legrosszabb női mellékszereplőt. 
Az 1980-as évek végén és az 1990-es években olyan filmekben szerepelt még, mint a Virágok a padláson (1987), a Vágyak találkozása (1988), a Riválisok (1989), a Kék acél (1990) és a Kegyetlen játékok (1999).
A 2000-es években a Sarki fény (2005) című romantikus drámában Joshua Jackson és Donald Sutherland oldalán színészkedett. Életművének méltányolásaként a színésznő elnyerte a 2015-ös Mary Pickford Award-ot, a Satellite Award legrangosabbnak számító különdíját.

### Az 1990-es évektől
Az 1990-es években Fletcher ismét visszatért a televíziós szerepekhez. 1993 és 1999 között visszatérő szereplőként formálta meg Winn Adamit a Star Trek: Deep Space Nine című sci-fi-sorozatban. Vendégszínészként két alkalommal is Primetime Emmy-díjra jelölték, először 1996-ban a Kisvárosi rejtélyek, majd 2004-ben az Isteni sugallat című televíziós sorozatokért.
2009-ben a Hősökben tűnt fel egy kisebb szerepben. 2011-ben a Showtime Shameless – Szégyentelenek című sorozatában a főszereplő Frank Gallagher anyjaként láthatták a nézők. 2017-ben a színésznő  Netflix Girlboss című, egy évadot megélt sorozatában játszott, amely az utolsó szereplése volt.

## Halála
Montdurausse-i otthonában hunyt el 88 évesen, 2022. szeptember 23-án.

## Magánélete
1977-es válásukig Jerry Bick filmproducer felesége volt, házasságuk alatt két fiúgyermekük született. Miután házassága véget ért, Fletcher 1980-ig a nála több mint húsz évvel fiatalabb Morgan Masonnel (a híres színész, James Mason politikusként és filmproducerként tevékenykedő fiával) állt romantikus kapcsolatban.

## Válogatott filmográfia

### Film
| Év   | Magyar cím                                     | Eredeti cím                     | Szerep                | Magyar hang        |
| ---- | ---------------------------------------------- | ------------------------------- | --------------------- | ------------------ |
| 1963 | Sasok gyülekezete                              | A Gathering of Eagles           | Mrs. Kemler           |                    |
| 1974 | Tolvajok, mint mi                              | Thieves Like Us                 | Mattie                |                    |
| 1975 | Száll a kakukk fészkére                        | One Flew Over the Cuckoo's Nest | Ratched nővér         | Moór Marianna      |
| 1975 | Száll a kakukk fészkére                        | One Flew Over the Cuckoo's Nest | Ratched nővér         | Bodnár Erika       |
| 1975 | Orosz rulett                                   | Russian Roulette                | Midge                 |                    |
| 1977 | Az ördögűző 2. – Az eretnek                    | Exorcist II: The Heretic        | Dr. Gene Tuskin       | Simorjay Emese     |
| 1978 | Bohókás nyomozás                               | The Cheap Detective             | Marlene DuChard       | Kovács Nóra        |
| 1979 |                                                | Natural Enemies                 | Miriam Steward        |                    |
| 1979 |                                                | The Magician of Lublin          | Emilia                |                    |
| 1979 |                                                | The Lady in Red                 | Anna Sage             |                    |
| 1980 |                                                | Mama Dracula                    | Mama Dracula          |                    |
| 1980 |                                                | The Lucky Star                  | Loes Bakker           |                    |
| 1981 |                                                | Strange Behavior                | Barbara Moorehead     |                    |
| 1983 | Agyhalál                                       | Brainstorm                      | Dr. Lillian Reynolds  | Bencze Ilona       |
| 1983 |                                                | Strange Invaders                | Mrs. Benjamin         |                    |
| 1984 | Tűzgyújtó                                      | Firestarter                     | Norma Manders         | Menszátor Magdolna |
| 1984 | Volt egyszer egy Amerika (felújított változat) | Once Upon a Time in America     | temetőigazgató        |                    |
| 1986 | Senki bolondja                                 | Nobody's Fool                   | Pearl                 | Zsolnai Júlia      |
| 1986 | Repül a haverom                                | The Boy Who Could Fly           | pszichiáter           | Zsolnay Júlia      |
| 1986 | Repül a haverom                                | The Boy Who Could Fly           | pszichiáter           | Andresz Kati       |
| 1986 | Támadók a Marsról                              | Invaders from Mars              | Mrs. McKeltch         | Martin Márta       |
| 1987 | Virágok a padláson                             | Flowers in the Attic            | Olivia Foxworth       |                    |
| 1987 |                                                | Grizzly II: The Predator        | parkfelügyelő         |                    |
| 1988 | Vágyak találkozása                             | Two Moon Junction               | Belle Delongpre       | Andai Kati         |
| 1989 | Riválisok                                      | Best of the Best                | Mrs. Grady            | Menszátor Magdolna |
| 1990 | Kék acél                                       | Blue Steel                      | Shirley Turner        | Pásztor Erzsi      |
| 1990 | Árnyzóna                                       | Shadowzone                      | Dr. Erhardt           | Menszátor Magdolna |
| 1995 |                                                | Return to Two Moon Junction     | Belle Delongpre       |                    |
| 1995 | SID 6.7 – A tökéletes gyilkos                  | Virtuosity                      | Elizabeth Deane       | Menszátor Magdolna |
| 1996 | Sivatagi játékok                               | Edie & Pen                      | bíró                  |                    |
| 1996 | Mulholland – Gyilkos negyed                    | Mulholland Falls                | Esther                |                    |
| 1996 | Osztály, vigyázz!                              | High School High                | Evelyn Doyle igazgató | Tóth Judit         |
| 1996 | Két nap a völgyben                             | 2 Days in the Valley            | Evelyn                | Illyés Mari        |
| 1997 | Kölcsönkenyér visszajár                        | The Girl Gets Moe               | Gloria                |                    |
| 1997 | Csalimadarak                                   | Gone Fishin'                    | étteremtulajdonos     | Némedi Mari        |
| 1998 | Csak nőt ne ölj!                               | Love Kills                      | Alena Heiss           |                    |
| 1999 | Világtérkép                                    | A Map of the World              | Nellie Goodwin        |                    |
| 1999 | Kegyetlen játékok                              | Cruel Intentions                | Helen Rosemond        | Némedi Mari        |
| 2000 | Kutya, pénz, rablók                            | More Dogs Than Bones            | Iva Doll              |                    |
| 2000 |                                                | Big Eden                        | Grace Cornwell        |                    |
| 2001 | Egy gyilkos szerelméért                        | Touched by a Killer             | Judge Erica Robertson |                    |
| 2004 | Lelki gubancok                                 | Clipping Adam                   | Grammy                |                    |
| 2005 | Sarki fény                                     | Aurora Borealis                 | Ruth Shorter          | Halász Aranka      |
| 2007 | Dennis, a komisz karácsonya                    | A Dennis the Menace Christmas   | Martha Wilson         | Tímár Éva          |
| 2007 |                                                | The Last Sin Eater              | Miz Elda              |                    |
| 2011 |                                                | Cassadaga                       | Claire                |                    |
| 2013 |                                                | A Perfect Man                   | Abbie                 |                    |

### Televízió
| Év        | Magyar cím                 | Eredeti cím                       | Szerep                          | Megjegyzések                              |
| --------- | -------------------------- | --------------------------------- | ------------------------------- | ----------------------------------------- |
| 1958      |                            | Playhouse 90                      | Pete nője                       | 1 epizód                                  |
| 1958      |                            | Bat Masterson                     | Sarah Lou Conant                | 1 epizód                                  |
| 1958      |                            | Yancy Derringer                   | Miss Nellie és Miss Alithia     | 1 epizód                                  |
| 1959      |                            | Alcoa Presents: One Step Beyond   | Jeannie                         | 1 epizód                                  |
| 1959      |                            | Maverick                          | Kathy Bent                      | 1 epizód                                  |
| 1959      |                            | Wagon Train                       | Martha English                  | 1 epizód                                  |
| 1960      |                            | Perry Mason                       | Gladys Doyle                    | 1 epizód                                  |
| 1961      |                            | The Life and Legend of Wyatt Earp | Aithra McLowery                 | 1 epizód                                  |
| 1989      |                            | The Karen Carpenter Story         | Agnes Carpenter                 | tévéfilm                                  |
| 1990      | Az éjszaka árnyai          | In the Heat of the Night          | Catherine Tyler                 | 1 epizód                                  |
| 1991      | Mesék a kriptából          | Tales from the Crypt              | ügynök                          | 1 epizód                                  |
| 1991      | Egy gyermek ára            | In a Child's Name                 | Jean Taylor                     | minisorozat                               |
| 1993–1999 | Star Trek: Deep Space Nine | Star Trek: Deep Space Nine        | Winn Adami                      | 14 epizód                                 |
| 1995–1997 |                            | VR.5                              | Mrs. Nora Bloom                 | 6 epizód                                  |
| 1996      |                            | The Stepford Husbands             | Miriam Benton                   | tévéfilm                                  |
| 1996      | Kisvárosi rejtélyek        | Picket Fences                     | Christine Bey                   | 2 epizód                                  |
| 1997      | Szilikon völgy             | Breast Men                        | Mrs. Saunders                   | - tévéfilm - magyar hangja: - Bókai Mária |
| 1998      | Ügyvédek                   | The Practice                      | N. Swanson bíró                 | 1 epizód                                  |
| 1999      | Az ördög számtana          | The Devil's Arithmetic            | Eva nagynéni                    | - tévéfilm - magyar hangja: - Tímár Éva   |
| 1999      | Leszolgált idő             | Time Served                       | Mildred Reinecke börtönigazgató | tévéfilm                                  |
| 2004      | Isteni sugallat            | Joan of Arcadia                   | Eva Garrison                    | 1 epizód                                  |
| 2004      |                            | Wonderfalls                       | Vivian Caldwell                 | 1 epizód                                  |
| 2005      | Hetedik mennyország        | 7th Heaven                        | Mrs. Wagner                     | 1 epizód                                  |
| 2005      | Vészhelyzet                | ER                                | Roberta 'Birdie' Chadwick       | 1 epizód                                  |
| 2009      | Hősök                      | Heroes                            | Dr. Coolidge                    | 2 epizód                                  |
| 2010–2011 | Doktor Addison             | Private Practice                  | Frances Wilder                  | 2 epizód                                  |
| 2011–2012 | Shameless – Szégyentelenek | Shameless                         | Peggy Gallagher                 | 4 epizód                                  |
| 2012      | Nehéz döntés               | Of Two Minds                      | Will nagynéni                   | - tévéfilm - magyar hangja: - Bókai Mária |
| 2017      | Girlboss                   | Girlboss                          | Rosie                           | 2 epizód                                  |

## Díjak és jelölések
| Év   | Díj                | Kategória                                              | Jelölt mű                      | Eredmény | Ref.   |
| ---- | ------------------ | ------------------------------------------------------ | ------------------------------ | -------- | ------ |
| 1976 | Oscar-díj          | legjobb női főszereplő                                 | Száll a kakukk fészkére (1975) | Elnyerte | [ 6 ]  |
| 1976 | Golden Globe-díj   | legjobb női főszereplő – filmdráma                     | Száll a kakukk fészkére (1975) | Elnyerte | [ 20 ] |
| 1976 | BAFTA-díj          | legjobb női főszereplő                                 | Száll a kakukk fészkére (1975) | Elnyerte | [ 21 ] |
| 1984 | Szaturnusz-díj     | legjobb női főszereplő                                 | Agyhalál (1983)                | Elnyerte | [ 22 ] |
| 1987 | Arany Málna díj    | legrosszabb női mellékszereplő                         | Támadók a Marsról (1986)       | Jelölve  | [ 22 ] |
| 1988 | Szaturnusz-díj     | legjobb női mellékszereplő                             | Virágok a padláson (1987)      | Jelölve  | [ 22 ] |
| 1996 | Primetime Emmy-díj | vendégszínésznő (drámasorozat)                         | Kisvárosi rejtélyek (1996)     | Jelölve  | [ 23 ] |
| 1998 | Satellite Award    | legjobb női mellékszereplő (minisorozat vagy tévéfilm) | Szilikon völgy (1997)          | Jelölve  |        |
| 2004 | Primetime Emmy-díj | legjobb vendégszínésznő (drámasorozat)                 | Isteni sugallat                | Jelölve  | [ 23 ] |
| 2015 | Satellite Award    | Mary Pickford Award                                    | –                              | Elnyerte | [ 16 ] |

## Fordítás
- Ez a szócikk részben vagy egészben  a   Louise Fletcher című angol Wikipédia-szócikk fordításán alapul.  Az eredeti cikk szerkesztőit annak laptörténete sorolja fel. Ez a jelzés csupán a megfogalmazás eredetét és a szerzői jogokat jelzi, nem szolgál a cikkben szereplő információk forrásmegjelöléseként.